# Гелен Демаре
Гелен Демаре (1955 )) — канадська підприємиця, що має великий вплив на економічний розвиток Квебеку, членкиня низки рад і комітетів у державному та приватному секторах, економіки, освіти та охорони здоров'я, очільниця ради директорів Вищої школи комерційних студій у Монреалі (HEC Montréal).

## Життєпис
Гелен Демаре закінчила бізнес-адміністрування Вищої школи комерційних студій у Монреалі Вона також навчалася в Інституті політичних досліджень (Sciences Po) в Парижі, вивчала історію мистецтва в Крістіз у Лондоні та історію архітектури в Нью-Йоркській школі дизайну.
Демаре бере участь у розвитку технологічних компаній з 1996 року як засновниця, голова правління та головна виконавча директор Монреальського центру підприємництва та інновацій (CEIM), першого технологічного інкубатора та консалтингової служби такого роду.
Демаре в 1997 році очолювала регіональний комітет з вивчення галузі охорони здоров'я. 1999 року увійшла до складу правління HEC Montréal, а 2003 року обрана головою правління. Демаре також очолює консультативний комітет Медичного факультету Монреальського університету (з 2006 року), входить до правління Christian Dior SA (з 2012 року), Garda World Security (2006) і Génome Québec (2002). Також вона обиралася губернаторкою Міжнародного економічного форуму Америки. У 2009 році міністр охорони здоров'я Ів Болдук призначив її членкинею ради директорів госпітального центру Монреальського університету (CHUM), однієї з найбільших лікарень Канади.
У 2010 році Гелен Демаре була нагороджена Орденом Канади і введена до складу Академії Гранд Монреаль. У червні 2013 року отримала звання офіцерки Національного ордену Квебеку.

## Відзнаки
- 2002 — Золота ювілейна медаль[12]
- 2007 — Орден «За заслуги», Монреальський університет[12]
- 2009 — Почесна докторка Ліонського університету Люм'єра 2[12]
- 2009 — Почесний доктор Університету Святого Франциска Ксаверія[12]
- 2009 — Почесна медаль, медичний факультет Монреальського університету[12]
- 2010 — Членкиня Ордену Канади[16]
- 2010 — Grands Montréalais, Chambre de commerce du Montréal Métropolitain[12]
- 2010 — Приз підприємництва Conseil du Patronat du Québec[10]
- 2012 — Золота ювілейна медаль[10]
- 2013 — Офіцерка Національного Ордену Квебеку[15]
- 2016 — Командорка ордена Монреаля[17]